# Дабикине (река)
Да́бикине (устар. Добикиня; лит. Dabikinė) или Да́бикене (латыш. Dabiķene, Dabiķine, Dobikiņa) — река в Латвии и Литве. В Латвии течёт по территории Добельского края, в Литве — Акмянского и Мажейкяйского районов. Правый приток среднего течения Венты.
Длина — 37,2 км. Начинается на окраине леса Курмью около хутора Ванаги к северу от центра Укрской волости Добельского края. В верховье зарегулирована и течёт вдоль латвийско-литовской границы, в среднем течении запружена, в низовье меандрирует. Устье Дабикине находится на высоте 56,2 м над уровнем моря, в 222 км по правому берегу Венты, на границе Векшняйского староства Мажейкяйского района и Акмянского староства Акмянского района, в 7 км восточнее города Векшняй. Преобладающим направлением течения является юго-запад — запад. Уклон — 0,6 м/км. Площадь водосборного бассейна — 387,6 км². Средний расход воды в устье — 2,36 м³/с.
Основные притоки:
- правые: Крутис, Лапупис, Друктупис, Смаркупис, Акменупис, Рингупис, Рудупис;
- левые: Нижува, Пусупис, Даугупис, Швянтупис, Гульбинас, Прагальвис, Люйшис[5].